# Offensive de l'oblast de Koursk
Ne doit pas être confondu avec Incursions de 2024 en Russie occidentale ou Bataille de Koursk.
5 civils tués
28 civils blessés,

Incursions en Russie occidentale lors de l'invasion russe de l'Ukraine
Batailles
Offensive de Kiev (Jytomyr, Kiev) : 
- 1re Hostomel
- Tchernobyl
- Ivankiv
- Kiev
- 2e Hostomel
- Vassylkiv
- Boutcha
- Irpin
  - Bombardement de réfugiés
- Jytomyr
- Mochtchoun
- Makariv
- Brovary

Offensive du Nord (Tchernihiv, Soumy) :
- Hloukhiv
- Slavoutytch
- Bombardements
- Soumy
- Trostianets
- Tchernihiv
- Okhtyrka
- Lebedyn
- Konotop
- Romny
- Desna
- Escarmouches frontalières

Russie  (Briansk, Belgorod) :
- Incursions en Russie occidentale
  - Oblast de Briansk
  - Oblasts de Belgorod et de Koursk
    - Incursions de 2024

  - Bombardement de Belgorod
- Oblast de Koursk (août 2024)

Campagne de l'Est (Donetsk, Louhansk, Kharkiv)
Kharkiv :
- 1re Kharkiv
  - Tchouhouïv
  - Bombardements : en février
  - en mars
  - en avril
  - du bâtiment administratif
- Izioum
- 2e Kharkiv
  - Balaklia
  - 1re Koupiansk
  - Chevtchenkove
- 3e Kharkiv

Nord du Donbass:
- Starobilsk
- Sloviansk
  - Dovhenke
  - 1re Lyman
  - Sviatohirsk
  - Bohorodychne et Krasnopillia
  - Bombardements : Bilohorivka
  - Kramatorsk
- Sievierodonetsk
  - Kreminna
  - Donets
  - Roubijné
  - Popasna
  - Tochkivka
  - Massacre
- Lyssytchansk
- 2e Kharkiv
  - Balaklia
  - 1re Koupiansk
  - Chevtchenkove
  - 2e Lyman
- Oblast de Louhansk
  - Ligne Svatove-Kreminna
  - Serebryansky
  - 2e Koupiansk

 Centre du Donbass:
- Horlivka
- Popasna
- Svitlodarsk
- Bakhmout
  - Soledar
- Siversk
- Tchassiv Iar
- Toretsk
- Kourakhove
- Velyka Novossilka
- Novopavlivka

Sud du Donbass :
- Volnovakha
- Marioupol
  - Bombardements : de l'hôpital
  - du théâtre
  - de l'école d'art
- Pisky
- Vouhledar
  - Pavlivka
- Marïnka
- Contre-offensive de 2023
- Avdiïvka
- Novomykhaïlivka
- Pokrovsk
  - Krasnohorivka
  - Toretsk
- Bombardements :
- Makiïvka
- Donetsk

Campagne du Sud (Mykolaïv, Kherson, Zaporijjia)
- 1re Kherson
- Odessa
- Melitopol
- Mykolaïv
  - Bombardements : à fragmentation
  - du bâtiment administratif
- 1re Berdiansk
- Zaporijjia
- Tchornobaïvka
- Enerhodar
- Voznessensk
- Houliaïpole
- Davydiv Brid
- 2e Berdiansk
- Nova Kakhovka
- 2e Kherson
  - Doudtchany
- Dniepr
- Tchoulakivka
- Contre-offensive de 2023
  - Robotyne

Frappes aériennes dans l'Ouest et le Centre de l'Ukraine
- Lviv (02/2022)
- Vinnytsia (03/2022)
- Yavoriv (03/2022)
- Deliatyne (03/2022)
- Dnipro
- Rivne

Guerre navale
- Île des Serpents (02/2022)
- Moskva (04/2022)

Attaques en Crimée
- Novofedorivka (08/2022)
- Djankoï (08/2022)
- Pont de Crimée (10/2022)
- Base navale de Sébastopol (10/2022)
- Pont de Crimée (07/2023)
- Base navale de Sébastopol (09/2023)

Débordement
- Aéroport de Millerovo
- Sabotages en Russie
- Attaques en Transnistrie
- Sabotage des gazoducs Nord Stream
- Terrain d'entraînement militaire de Soloti
- Explosions en Pologne
- Bases aériennes de Dyagilevo et Engels-2
- Base aérienne de Minsk-Matchoulichtchi
- Crise russo-moldave de 2023
  - Accusations de tentative de coup d'État en Moldavie
- Incident de drone de 2023 en mer Noire
- Rébellion du groupe Wagner

Massacres
- Tchernihiv
- Boutcha
- Borodianka
- Olenivka
- Izioum

Modèle:Front du Nord
L'offensive dans l'oblast de Koursk est une opération des Forces armées de l'Ukraine qui commence le matin du 6 août 2024 vers 8 heures.
Il s'agit du quatrième raid militaire en Russie depuis l'invasion russe de l'Ukraine. Cette offensive depuis le territoire ukrainien est considérée comme la plus importante à ce jour — mobilisant pour la première fois au moins deux brigades de l'armée ukrainienne sur le territoire russe.
C'est la plus grande offensive d'une armée étrangère sur le sol russe depuis l'opération Barbarossa, en 1941, lors de la Seconde Guerre mondiale,.
Le 26 avril 2025, le chef d'état-major de l'armée russe, Valéri Guérassimov, déclare entièrement contrôler la région de Koursk. Une affirmation contredite dans la foulée par la partie ukrainienne.

## Contexte
Des attaques ont eu lieu en Russie continentale à la suite de l'invasion russe de l'Ukraine, qui a commencé le 24 février 2022. Les principales cibles ont été l'armée, l'industrie de l'armement et l'industrie pétrolière. La plupart des attaques ont consisté en des frappes de drones, des bombardements incendiaires et des sabotages ferroviaires. Les services de renseignement ukrainiens ont reconnu avoir mené certaines de ces attaques. D'autres ont été menées par des militants antiguerre en Russie. Il y a également eu des bombardements transfrontaliers, des frappes de missiles et des raids terrestres depuis l'Ukraine, principalement dans les oblasts de Belgorod, de Koursk et de Briansk. À plusieurs reprises, des paramilitaires russes anti-Kremlin ont lancé des incursions depuis l'Ukraine en Russie, capturé des villages frontaliers et combattu l'armée russe. Bien que l'Ukraine ait soutenu ces incursions terrestres, elle a nié toute implication directe.
La centrale nucléaire de Koursk, située à environ 40 kilomètres à l'ouest de la ville de Koursk, est située à 110 kilomètres de la frontière avec l'Ukraine.

## Forces en présence

### Ukraine
Forces armées ukrainiennes :
- Armée de terre ukrainienne
  -  17e brigade mécanisée lourde
  -  21e brigade mécanisée
  -  22e brigade mécanisée[13],[14]
  -  41e brigade mécanisée
  -  47e brigade mécanisée (depuis octobre 2024)
  -  61e brigade mécanisée[15],[14],[2]
  -  67e brigade mécanisée
  -  92e brigade d'assaut (depuis janvier 2025)
  -  Unité spéciale de drones « Khorne Group » de la  116e brigade mécanisée[14],[2]
  -  130e bataillon de reconnaissance (uk)[16]
  -  210e régiment d'assaut
  -  225e régiment d'assaut[17],[18],[14]
  -  425e régiment d'assaut « Skala »
- Forces d'opérations spéciales
  -  4e régiment de rangers
  -  6e régiment de rangers
  -  8e régiment des forces spéciales[19]
  -  140e centre d'opérations spéciales
- Forces d'assaut aérien ukrainiennes
  -  80e brigade d'assaut aérien[20],[14],[21]
  -  82e brigade d'assaut aérien[22],[14]
  -  95e brigade d'assaut aérien
- Force de défense territoriale
  -  73e bataillon  101e brigade de défense territoriale
  -  103e brigade de défense territoriale[16]
  -  116e brigade de défense territoriale
  -  117e brigade de défense territoriale
  -  129e brigade de défense territoriale
  -  252e bataillon de la  241e brigade de défense territoriale[23]

- Forces de systèmes sans pilote
  -  14e régiment de complexes aéronautiques sans pilote (uk)[14]
    -  3e bataillon « Nachtigal »[21]

- Infanterie navale ukrainienne
  -  36e brigade d'infanterie navale[24]

 Ministère de l'Intérieur :
- Garde nationale de l'Ukraine
  -  Unité spéciale Oméga 2[16].

### Russie
Forces armées russes :
- Forces terrestres russes
  -  2e armée de chars de la Garde
    -  bataillon de la 15e brigade de fusiliers motorisés de la Garde[25]

  -  6e armée combinée
    -  138e brigade de fusiliers motorisés de la Garde

  -  11e corps d'armée
    -  18e division de fusiliers motorisés de la Garde
      - 79e régiment de fusiliers motorisés[16]
      - 9e régiment de fusiliers motorisés[16]

  -  35e armée combinée
    -  38e brigade de fusiliers motorisés de la Garde[25]
    -  64e brigade de fusiliers motorisés de la Garde[25]

  - 44e corps d'armée
    - 128e brigade de fusiliers motorisés
    - 72e division de fusiliers motorisés
      - 22e régiment de fusiliers motorisés[16]
      - 30e régiment de fusiliers motorisés

  -  20e armée combinée
    -  144e division de fusiliers motorisés de la Garde
      -  488e régiment de fusiliers motorisés de la Garde [16]

 Marine russe
- Troupes côtières de la marine russe
  - 177e régiment d'infanterie navale
  -  155e brigade d'infanterie navale de la Garde
  -  810e brigade d'infanterie navale[25],[16]

 Troupes aéroportées de la fédération de Russie
- 7e division d'assaut aéroporté de la Garde
  -  56e régiment d'assaut aéroporté de la Garde
- 76e division d'assaut aéroportée,
  -  104e régiment d'assaut aérien de la Garde
  -  234e régiment d'assaut aéroporté de la Garde
  -  237e régiment d'assaut aéroporté de la Garde
  -  1140e régiment d'artillerie de la Garde
- 106e division aéroportée de la Garde
  -  51e régiment aéroporté de la Garde
  -  137e régiment aéroporté de la Garde
  - 1182e régiment d'artillerie  11e brigade d'assaut aéroporté de la Garde
- 45e brigade Spetsnaz de la Garde
- 83e brigade d'assaut aéroporté de la Garde

 Garde nationale
Kadyrovtsy
 Service fédéral de sécurité (FSB)
- Service frontalier du Service fédéral de sécurité
  - Détachement frontalier de l'oblast de Koursk.

## Déroulement

### Percée surprise en territoire russe

#### 6 août
Le 6 août 2024 au matin, plusieurs groupes de combattants ukrainiens, équipés de chars et de véhicules blindés, franchissent la frontière russo-ukrainienne sur le territoire des raïons de Soudja et de Korenevo dans l'oblast de Koursk en Russie.
Le ministère russe de la Défense réagit en envoyant des troupes de gardes frontières, ainsi que des bataillons tchétchènes Akhmat afin de contrer le raid et des unités d'aviation dans la région.
Selon la Russie, environ 300 militaires ukrainiens des 22e et 88e brigades mécanisées, la 80e brigade d'assaut aérien et le corps des volontaires russes, accompagnés de 11 chars et plus de 20 véhicules blindés de combat auraient pris part à l'offensive,. Les principales directions de l'avancée des forces armées ukrainiennes seraient les villages d'Olechnia en direction de Soudja et Nikolaïevo-Darino, qui se trouvent au nord-est de Soumy.
L'attaque a commencé à 8 h 0 heure de Moscou. Dans l'après-midi, le ministère russe de la Défense annonce l'avancée des réserves dans la zone d'affrontement, l'utilisation de l'aviation militaire et la destruction de 16 véhicules blindés ukrainiens (six chars, deux véhicules de combat d'infanterie, quatre véhicules blindés de transport de troupes, trois véhicules blindés de combat Kozak et un véhicule de barrage d’ingénierie). À 18 h 20, les forces russes affirment avoir repoussé les Ukrainiens de l'autre côté de la frontière, bien que l'affirmation selon laquelle l'incursion soit complètement stoppée n'ait pas été vérifiée. Moscou a publié des vidéos montrant des chars ukrainiens pris pour cible depuis les airs. Des images des réseaux sociaux suggérèrent que des avions russes opéraient à basse altitude au-dessus de l'oblast de Koursk pour repousser l'attaque. Alekseï Smirnov, gouverneur par intérim de l'oblast de Koursk, rapporte que trois personnes sont mortes au cours des événements : une femme lors de l'incursion à la frontière et deux individus lors d'attaques de drones distinctes. Les blogueurs militaires russes ont également largement rejeté les raids supposés comme étant « infructueux » et un « coup médiatique ». Ils affirment que l'offensive est menée par le Corps des volontaires russes (RDK), tandis que Novoe Vremia, citant une source des principaux services de renseignement militaires ukrainiens, a rapporté que le RDK n'était pas présent. L'allié du RDK, la Légion de la liberté de Russie, qui a accompagné le RDK lors d'un raid plus tôt cette année, a refusé de dire s'il participait ou non.
L'état-major général des forces armées ukrainiennes, en réponse à une demande de commentaire sur ce qui se passe près de Soudja, a déclaré au service ukrainien de la BBC : « Nous n'avons pas encore d'informations à ce sujet ». Pourtant les médias ukrainiens ont diffusé des vidéos de militaires russes capturés ainsi que la photo d'un hélicoptère russe Ka-52 incendié.

#### 7 août
Le 7 août, les forces russes continuent de tenter de repousser les forces ukrainiennes de l'oblast de Koursk. Un blogueur militaire affirme que les forces ukrainiennes ont capturé 11 villages, et ont avancé de 14 kilomètres dans l'oblast.
Les agences gouvernementales ont reçu l'ordre du Président Vladimir Poutine de « fournir l'aide nécessaire aux résidents », et le vice-Premier ministre Denis Mantourov a été envoyé pour superviser leur travail. L'état d'urgence a été déclaré dans la région, et la porte-parole du ministère russe des Affaires étrangères Maria Zakharova proteste contre « le régime criminel de Kiev » et déclare que « tout cela ne fait que renforcer le sentiment d'impunité des néonazis ukrainiens ». Poutine a rencontré des membres clés de l'establishment de la sécurité, dont Valeri Guerassimov, Alexandre Bortnikov, Sergueï Choïgou et Andreï Belooussov lors de l'incursion de Koursk.
Des images géolocalisées confirment que les forces ukrainiennes ont avancé d'au moins 10 kilomètres (6,2 miles) à l'intérieur de la frontière russe, après avoir pénétré au moins deux lignes défensives russes et un bastion. Des sources russes indiquent que les forces ukrainiennes essayent d'avancer le long de la route régionale 38K-030 (Soudja - Korenevo). Un blogueur militaire affilié au Kremlin affirme qu'à 18 h 0 heure locale le 7 août, les forces ukrainiennes avaient avancé à la fois vers le nord-ouest et le sud-est le long de la route régionale et se battaient maintenant aux abords de Korenevo et Soudja. De plus, des images géolocalisées montrent du personnel ukrainien capturant au moins 40 prisonniers de guerre russes, ainsi que des combats dans les limites de la ville de Soudja ; les forces ukrainiennes capturant une station-service et le point de contrôle d'entrée de la ville.
Plusieurs sources russes rapportent que les forces ukrainiennes se sont battues et se sont emparées du poste de contrôle de Soudja et de la station de mesure de gaz de Soudja (au sud-ouest de Soudja le long de la route 38K-004). Un observateur militaire ukrainien rapporte qu'une unité non spécifiée du 71e régiment de fusiliers motorisés basé en Tchétchénie (58e armée interarmes, district militaire sud) a été déployée directement dans le raïon de Soudja. Ceci est généralement cohérent avec certains rapports de sources ukrainiennes et russes selon lesquels des images de médias sociaux montrent des unités tchétchènes « Akhmat » dans la région de Soudja depuis plus d'une semaine. Ces unités tchétchènes auraient subi de très lourdes pertes lors d'attaques ukrainiennes dans le raïon de Korenevo le 7 août.

#### 8 août

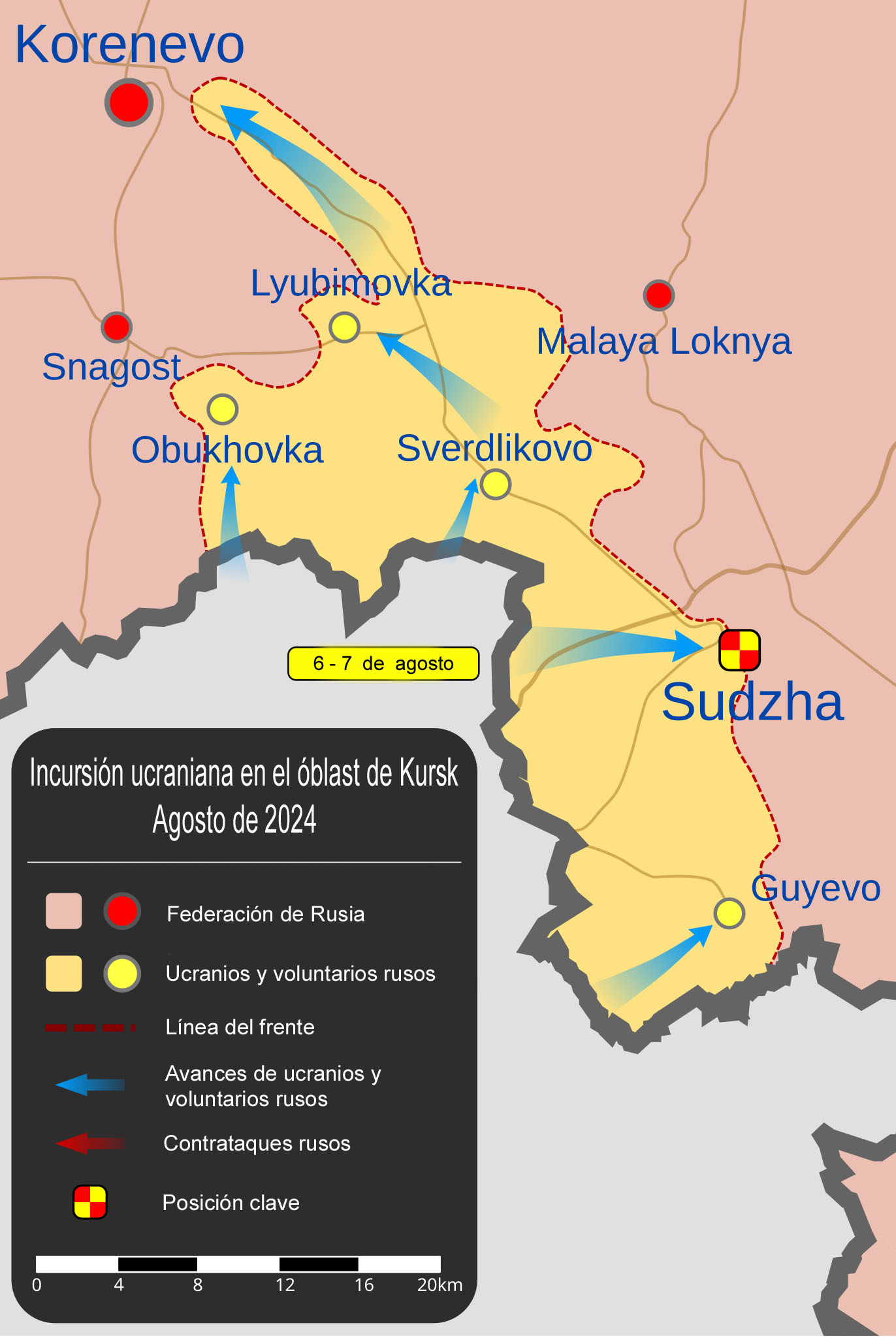
Avancée au 8 8 2024-.

Le 8 août, selon Bloomberg News, les forces armées ukrainiennes ont percé deux lignes de fortification dans l'oblast de Koursk, révélant la fragilité des défenses frontalières russes qui ont coûté à la Russie 15 milliards de roubles.
Selon le media russe Agentsvo, à midi le 8 août, la zone de combat dans l'oblast de Koursk s’agrandit à 430 km2. Selon certains rapports, les forces armées ukrainiennes prennent le contrôle presque total de la ville de Soudja. Dans le raïon de Soudja, elles entrent également dans les villages de Mirny, Kazatchia Loknia, Bogdanovka, et les hameaux 1er Kniaji et 2e Kniaji. Des batailles ont lieu dans les villages de Snagost, d'Anastassievka et d'Ivnitsa, entre autres.
Au troisième jour de l'attaque surprise de l'Ukraine contre la Russie, l'implication de l'une des brigades les mieux équipées et les plus rapides d'Ukraine est confirmée. Il s'agit de la 80e brigade d'assaut aérien dont une vidéo montre un char T-64BV ou T-80BV, des véhicules de déminage UR-77, un véhicule du génie IMR-2 ainsi que des véhicules blindés de transport de troupes à roues BTR-80 et Stryker. Tous ces véhicules sont protégés avec des cages anti-drones.
Les blogueurs militaires russes affirment que les forces ukrainiennes avancent jusqu'à Kromskié Byki et Milioutino, raïon de Lgov dans l'oblast de Koursk, (situés jusqu'à 35 kilomètres de la frontière internationale et 17 kilomètres au sud-est de Lgov), mais notent qu'il s'agit de petits groupes qui n’essaient pas de tenir le terrain.
Un blogueur russe affirme le 8 août que des forces irrégulières de la république populaire de Donetsk, y compris des éléments de la « Division sauvage du Donbass », de la brigade « Piatnachka » , du bataillon spécial de la Garde séparée « Arbat » (en) et du détachement « Les Loups de la nuit » (uk), sont présents dans l'oblast de Koursk.

#### 9 août
Le 9 août, une colonne entière de véhicules russes venue en renfort est détruite dans le village de Oktiabrskoïe, raïon de Rylsk, il pourrait y avoir 490 pertes. Le ministère russe des Situations d'urgence déclare l'état d'urgence fédéral dans la région de Koursk. Le soir du 9 août, face à l'augmentation du nombre de sabotages, le Comité national antiterroriste russe annonce l'introduction d'un régime d'opérations antiterroristes (CTO) dans les oblasts de Briansk, de Belgorod et de Koursk.

### Stabilisation de la ligne de front (10 au 15 août)
Le 10 août, les troupes ukrainiennes lancent une incursion mineure dans l'oblast de Belgorod : le 252e bataillon des forces de défense territoriales prend part à des affrontements au niveau du village de Poroz dans le district de Graïvoron, et affirme plus tard l'avoir conquis,. Selon des analystes cités par le New York Times, l'avancée ukrainienne dans l'oblast de Koursk a été largement stoppée par les renforts russes à ce stade, et la situation s'est stabilisée. Mais, les forces ukrainiennes continuent à s'accrocher au territoire conquis. A l'inverse, d'autres sources, telles que le Washington Post et le Frankfurter Rundschau, estiment que la Russie reste incapable de contrôler la situation, avec une poursuite des avancées ukrainiennes,. Des combats sont signalés à Olgovka, oblast de Koursk, près de Korenevo, à la ferme Ivachkovskoïe, et dans le village de Malaïa Loknia, raïon de Soudja.
Les forces armées russes affirment avoir repris le contrôle du village de Makhnovka, à l'est de Soudja. Les rapports affirment que la zone de combat s'est étendue à 650 km2. Dans la soirée du 10 août, le gouverneur intérimaire de la région de Koursk déclare que 13 personnes ont été blessées dans la ville de Koursk après que les débris d'un missile ukrainien intercepté sont tombés sur une zone résidentielle.
La Russie annonce des « opérations antiterroristes dans les oblasts de Belgorod, de Briansk et de Koursk, afin d’assurer la sécurité des citoyens et supprimer la menace d'actes terroristes perpétrés par les groupes de sabotage de l'ennemi ». L'Institute for The Study of War, estime que « le commandement russe semble s'appuyer sur des unités existantes déployées dans la zone frontalière internationale et sur des forces disponibles à l'arrière. La plupart sont des unités composées de conscrits et de forces irrégulières (comme des éléments de Rosgvardia, du FSB et du ministère de l'Intérieur), pour faire face à l'incursion ukrainienne en cours dans l'oblast de Koursk et résiste peut-être actuellement aux pressions visant à redéployer des forces d'autres fronts pour empêcher l'incursion ukrainienne de perturber les opérations offensives russes dans l’est de l'Ukraine, ».
Les députés russes affirment que les forces russes ont commencé à redéployer latéralement certaines unités externes sur la ligne de front, et à transférer des réserves pour défendre l'oblast de Koursk. Un des députés affirme que les forces russes redéployaient jusqu'à neuf brigades, non précisées, dans l'oblast de Koursk. Une importante chaîne Telegram ukrainienne déclare le 9 août que les forces russes ont redéployé des éléments des unités suivantes depuis les zones de première ligne pour défendre dans l'oblast de Koursk : deux bataillons aéroportés (VDV) et des éléments de la 810e brigade d'infanterie navale (flotte de la mer Noire) depuis le front de Kherson. Des éléments des 38e, 64e brigades de fusiliers motorisés (35e armée interarmes du district militaire de l'Est) du front de Zaporijjia ; plusieurs bataillons d'infanterie non spécifiés du front de Pokrovsk dans l'oblast de Donetsk ; des combattants « barbus » (borodatie) de l'oblast de Louhansk (terme faisant probablement référence aux unités tchétchènes d'Akhmat) ; des éléments du 1009e régiment de fusiliers motorisés (6e CAA, district militaire de Léningrad, du 79e régiment de fusiliers motorisés (18e division de fusiliers motorisés, 11e corps d'armée), du 272e régiment de fusiliers motorisés (47e division de chars, 1re armée de chars de la Garde, district militaire de Moscou) et de la 138e brigade de fusiliers motorisés (6e CAA) du nord de l'oblast de Kharkiv ; un bataillon d'infanterie du 488e régiment de fusiliers motorisés (144e division de fusiliers motorisés, 20e CAA) du front de Koupiansk ; une compagnie d'une brigade de fusiliers motorisés non spécifiée opérant dans le raïon de Graïvoron, dans l'oblast de Belgorod ; et un régiment de fusiliers motorisés qui opérait près de Sotnytskyi Kozachok, dans l'oblast de Kharkiv. Le commandement militaire russe semble éviter de redéployer des éléments importants d'unités aguerris au combat des secteurs de Pokrovsk et de Toretsk, oblast de Donetsk.
Le ministère de la Défense russe, affirme « avoir repoussé les forces armées ukrainiennes qui ont perdu jusqu’à 1 120 militaires et 140 véhicules blindés, dont 22 chars ».
Dans la nuit du 11 août, les Forces armées ukrainiennes entrent dans le raïon de Belaïa, situé au sud-est du raïon de Soudja, ce qui est confirmé par le chef du raïon et le gouverneur par intérim. Le chef du district recommande à ceux qui avaient déjà évacué de ne pas revenir.
L'opération ukrainienne, que l'armée russe tente de contenir depuis six jours, couvre désormais une zone de douze kilomètres de profondeur sur quarante kilomètres de large au 12 août,.
Selon le gouverneur par intérim de la région de Koursk Alekseï Smirnov, ce sont 28 localités russes qui sont alors occupées par les Forces armées ukrainiennes,. Par ailleurs, selon le commandant de l'Armée ukrainienne, Oleksandr Syrskyi, l'Armée ukrainienne contrôle déjà environ 1 000 km2. La carte interactive Deepstate affirme quant à elle que 313.13 km² sont « libérés » par l'Ukraine dans la région de Koursk, toujours selon la même source pro-ukrainienne, les Forces armées russes auraient profité de la situation pour avancer dans le sud, continuant ainsi leur lente progression.
Au 13 août, cela fait maintenant une semaine que l'incursion ukrainienne a débuté. Selon le gouverneur de la région de Koursk, Alexeï Smirnov, 121 000 Russes ont été évacués et 11 000 dans la région de Belgorod. L'Armée ukrainienne revendique 1 000 km² et 74 localités russes sous son contrôle. Le gouvernement russe parle lui d'une percée de 12 kilomètres sur 40 de large. Le gouvernement russe affirme que 32 chars ukrainiens ont été perdus par l'Ukraine dans la région. Selon les diverses cartes indépendantes et pro- ukrainiennes, le front se serait stabilisé depuis environ 48h, tandis que l'avancée russe sur le front sud continue[réf. nécessaire].
Le 14 août, l’Armée ukrainienne bombarde certains territoires de l’oblast de Belgorod. L'état d'urgence est déclaré dans cette région. L'Ukraine revendique le contrôle de 74 localités en Russie quand le gouvernement russe n'en décompte que 28.
La ministre ukrainienne Iryna Verechtchouk annonce que son pays va ouvrir des couloirs humanitaires pour l'évacuation des civils et établir une zone tampon.
Oleksandr Syrskyi, commandant en chef des forces armées ukrainiennes, annonce le 15 août la mise en place d'une administration militaire dans les parties occupées de l'oblast de Koursk, qui sera dirigée par le général Moskalyov,. 1 150 km2 et 82 localités de l'oblast sont désormais sous le contrôle de Kyïv. Environ 200 000 Russes ont été évacués[réf. nécessaire]. Dans la soirée, des canaux Telegram prorusses relaient des images montrant des combattants des Forces armées ukrainiennes dans le village de Viazovoïe, dans l'oblast de Belgorod.

### Destruction des ponts enjambant la Seïm (16 au 21 août)
Le 16 août, dans l'oblast de Koursk, raïon de Glouchkovo, les Forces armées ukrainiennes ont détruit le principal pont à Glouchkovo, et en ont endommagé sévèrement un deuxième à Zvannoïe. Un troisième, et dernier pont, situé à Karyzh (ru), est quant à lui la cible de missiles. Ces différents ponts enjambant la rivière Seïm permettaient à l'armée russe d'assurer son soutien logistique dans le sud-ouest de l'oblast. De nombreux soldats russes pourraient ainsi être coupés des autres.
Le 17 août, plusieurs blogueurs militaires russes annoncent sur leurs pages Télégram que la rive droite de la rivière Seïm à l'ouest de Tiotkino aurait été évacuée par l'armée russe qui aurait fait sauter les ponts de Tiotkino et Popovo-Lejatchi, raïon de Glouchkovo, face à une recrudescence d'activité ukrainienne,.
Le 18 août, la 80e brigade d'assaut aérien publie une vidéo d’un char T-90M capturé dans l'oblast de Koursk. Elle affirme avoir réparé le char et l’utiliser désormais contre les Russes. Le même jour, un second pont russe est détruit par l’armée ukrainienne. Selon des blogueurs russes, l'Ukraine et la Russie renforcent toutes deux leurs forces combattantes dans l'oblast, la Russie déplaçant certaines forces d'autres fronts vers Koursk.
Des Marines du 501e bataillon d'infanterie de marine (en) de la 36e brigade d'infanterie navale publient une vidéo dans laquelle on les voit arracher le drapeau russe d'un poteau électrique dans le village d'Apanassovka, raïon de Korenevo .
Le 19 août, selon un représentant officiel du comité d'enquête Russe, le troisième et dernier pont russe sur la Seïm à l'ouest de la zone contrôlée par l'Ukraine est détruit dans l'oblast de Koursk. Le soir du 19, le Président Volodymyr Zelensky revendique le contrôle de plus de 1 250 km2 et de 92 localités russes.
Après les ponts de Glouchkovo et Zvannoïe sur la Seïm, l'Ukraine aurait réussi à en endommager un troisième dans la localité de Karyzh (ru).
Le 21 août, des forces spéciales ukrainiennes affirment avoir détruit des ponts flottants posés sur la rivière Seïm. La 22e brigade mécanisée publie une vidéo montrant la capture de quinze soldats russes.

### «Grignotage» du territoire par l'armée ukrainienne (22 août au 5 septembre)
Le 22 août, La Russie annonce avoir installé des abris antiaériens modulaires dans la région de Koursk afin de protéger ses habitants des bombardements de l'armée ukrainienne.
Le 24 août, grâce à la médiation du gouvernement des Émirats arabes unis, 115 prisonniers de guerre russes, certains capturés durant l'incursion ukrainienne dans l'oblast de Koursk, ont été échangés contre 115 prisonniers de guerre ukrainiens répartis comme suit : 24 conscrits ukrainiens du ministère de l'intérieur, 82 défenseurs de Marioupol dont une cinquantaine de défenseurs d'Azovtal, 3 garde-frontières et 6 gardes nationaux de la centrale de Tchernobyl. Neuf des ex-prisonniers de guerre ukrainiens aux mains de l'armée russe avaient été illégalement condamnés, contrevenant aux conventions de Genève. De nombreux militaires ukrainiens libérés ont des problèmes de santé dus à des blessures, ainsi qu'au non-respect par la Russie des normes du droit international humanitaire des prisonniers,,.
L'Ukraine affirme avoir frappé un dépôt de munitions dans la région de Voronej, en Russie.
Le 26 août, l'armée ukrainienne affirme avoir conquis de nouvelles localités russes et progressé de 1 à 3 km par endroit. Le lendemain, l'armée ukrainienne affirme contrôler 1 294 km2 et avoir conquis près de 100 localités dans l'oblast de Koursk.
Le 29 août, les forces russes revendiquent la reprise de la totalité du village de Korenevo. Le lendemain, le commandant militaire ukrainien Oleksandr Syrskyi annonce  une avancée de 2 km dans certaines zones et la prise de contrôle de 5 km2 supplémentaires en territoire russe.
Le 30 août, la Russie commence à transférer cent membres de la Brigade de l'Ours, une société militaire privée russe, du Burkina Faso dans l'oblast de Koursk pour combattre les forces ukrainiennes,.

### Contre-offensive russe (6 septembre 2024-4 janvier 2025)
Le 6 septembre, le chef de l'Agence internationale de l’énergie atomique exprime une inquiétude concernant la centrale nucléaire de Koursk.
Le 7 septembre, les forces ukrainiennes affirment avoir détruit deux ponts flottants sur la rivière Seïm et un système de défense aérienne Osa à l'aide de bombes guidées américaines SDB et de roquettes d'HIMARS.
Le 13 septembre, selon DeepState, les troupes russes ont percé le saillant au sud de Korenevo avançant d’environ 6 km jusqu'à Snagost, raïon de Korenevo dans l'oblast de Koursk, en Russie,.
Le 17 septembre, l'ISW indique que dans l'oblast de Koursk les forces ukrainiennes ont récemment avancé au sud de Veseloïe, et à l'ouest et au nord de Medvejie. Les contre-attaques russes leur ont permis de progresser dans le nord d'Obukhovka.
Le 18 septembre, le porte-parole du commandement régional ukrainien, Oleksi Dmytrachkivsky, déclare que la contre-offensive russe dans la région de Koursk a été arrêtée et que cette zone russe reste sous contrôle ukrainien. Oleksi Dmytrachkivsky indique que « les russes ont tenté d'attaquer par les flancs, mais ils ont été stoppés, la situation s'est stabilisée et aujourd'hui tout est sous contrôle.  Ils ont remporté quelques succès mineurs qui se sont maintenant transformés en un quasi-encerclement pour eux ».
Le 21 septembre, les troupes ukrainiennes avancent près de Kamyshevka (uk).
Le 11 octobre, le commandant en chef des forces armées ukrainiennes Oleksandr Syrsky rapporte que les Russes ont transféré environ 50 000 soldats dans la direction de Koursk. Ce jour-là également, les Russes percent le flanc gauche du groupe de troupes ukrainiennes de Koursk dans la région de Novoivanivka. Les troupes russes tentent de prendre pied dans la région des villages de Novoivanivka (uk) et Zeliony Chliakh. Auparavant, ils ont été arrêtés après un petit succès près de Snagost. Le même jour, la Direction principale du renseignement du ministère ukrainien de la Défense publie une vidéo de la destruction de cibles militaires russes par des drones FPV dans le village de Tiotkino, à l’ouest des principaux affrontements.
Fin novembre, une source militaire ukrainienne reconnaît ne plus contrôler qu'environ 800 kilomètres carrés dans la région de Koursk, contre presque 1400 kilomètres carrés au maximum de son offensive, soit une perte de 40 % des territoires initialement conquis.
À partir du 14 décembre, des troupes de la RPDC débutent des assauts dans la région de Koursk. Les services de renseignement ukrainiens ont déclaré que le 13 décembre, des unités de l'armée nord-coréenne, que la Russie a impliquées dans la guerre contre l'Ukraine, ont été mises en état d'alerte, indiquant leur intention de les engager dans les hostilités,. Des militaires nord-coréens combattant aux côtés de la Russie ont été signalés en direction de Kharkiv.
Sur une position, des soldats des forces armées ukrainiennes ont « couvert » l'armée de la RPDC avec des drones FPV, avec des pertes estimées à environ 200 personnes. En outre, les renseignements ajoutent que la barrière de la langue complique la gestion et la coordination des actions dans le processus d’utilisation des troupes de la RPDC au front. En raison de ce problème, les soldats nord-coréens ont ouvert des « tirs amis » sur les véhicules du bataillon Akhmat faisant huit morts chez les « Kadyrovtsy ». Des soldats de la 17e brigade mécanisée lourde diffusent une vidéo de la défaite de l'infanterie nord-coréenne dans la région de Koursk.
Fin décembre 2024, le président ukrainien Volodymyr Zelensky annonce que près de 3 000 soldats nord-coréens ont été tués ou blessés en participant à la contre-offensive russe sur Koursk.

### Nouvelle offensive ukrainienne (Janvier 2025)
Le 5 janvier 2025, le président ukrainien Volodymyr Zelensky fait un bilan global de l'opération à Koursk depuis 5 mois, estimant que « l’ennemi a déjà perdu plus de 38 000 soldats, dont environ 15 000 irrécupérables ».
Le même jour, la Russie annonce que forces ukrainiennes lancent une nouvelle offensive dans plusieurs directions avec des chars, des véhicules blindés, de l'artillerie ainsi que des systèmes de guerre électronique pour contrer les drones de l'armée russe. Huseyn Aliyev, spécialiste de la guerre en Ukraine à l’université de Glasgow, indique qu'« il n’y a pas de communication officielle de la part de Kiev, mais il semblerait que ce soit une offensive plutôt conséquente ». Les forces ukrainiennes, composées de deux chars, d'un véhicule de déminage et de 12 véhicules blindés de combat, commencent à attaquer depuis leur base de Soudja vers les villages de Berdin (ru) et Bolchoïe Soldatskoïe,,. D'après les Russes, 2 000 soldats ukrainiens sont engagés dans l'opération. Les Ukrainiens déclarent « infliger des pertes » à l'armée russe.
Le 7 janvier, la spécialiste Marie Dumoulin déclare au sujet de la contre-offensive ukrainienne : « Il faut être prudent. Les autorités ukrainiennes n’ont pas confirmé qu’il s’agissait d’une contre-offensive et les Russes assurent avoir repoussé cette percée ». D'une manière générale, les combats s'intensifient dans l'ensemble de la poche russe détenue par les Ukrainiens. Le 7 janvier, l'armée ukrainienne indique avoir repoussé 94 assauts russes.
Le 9 janvier, le professeur belge Tom Simoens de l'École Royale Militaire déclare que le succès de la contre-offensive ukrainienne est à nuancer, car au même moment les Russes ont lancé de nombreuses attaques un peu partout dans la zone de Koursk, et le résultat est que « finalement ce sont les Russes qui ont conquis le plus de terrain ».
Le 13 janvier, un bilan de Ouest France indique que la taille du territoire russe détenu par l'armée Ukrainienne continue de se réduire. Mais dans la zone de Soudja, le terrain est favorable à la défense ukrainienne, en raison de la présence de rivières, forêts, villages, et surtout la ville elle-même de Soudja qui sert de bastion défensif.

### Contre offensive russe (depuis le 7 mars 2025)
A partir du début du mois de mars 2025, le principal axe d'approvisionnement des troupes ukrainiennes dans l'oblast de Koursk, reliant la ville russe de Soudja à la ville ukrainienne de Khotin, est à portée de tir de l'artillerie russe, compliquant grandement le ravitaillement ukrainien. Profitant de cet affaiblissement des forces ukrainiennes, l'armée russe lance de grandes vagues de bombardements et d'offensives sur les positions ukrainiennes. Le 8 mars 2025, l'Institute for the Study of War annonce que l'armée russe aurait, entre le 7 et le 8 mars, capturé trois villages dans le régions de Koursk : Cherkasskoye Porechnoye, Martynovka et Kubatkin.
Le même jour, une unité des force spéciale russe utilise un gazoduc inutilisé depuis six mois pour infiltrer les lignes ukrainiennes au cours de l'Opération Flux. S'infiltrat à pied et en véhicule improvisé dans un tuyau de 1m40 de diamètre sur une quinzaine de kilomètres, ils en ressortent au Nord de la ville de Soudja, une manoeuvre visant à surgir dans le dos des défenseurs ukrainiens,,. Ils désorganisant l'armée ukrainienne avant d'être bombardés. L'armée russe a déclenché son opération de prise à revers au moment où l'appui du renseignement américain a été retiré à l'armée ukrainienne pendant une semaine, sur initiative du président américain Donald Trump,,.
Le 9 mars, DeepsStateMAP annonce la capture, par l'armée russe, de plus de 120km² de terrain dans la région en 24h, et la capture de 5 autres villages.
Au 11 mars, DeepStateMap répertorie des combats dans le village de Mirnyj, portant la ligne de front à 2km du hub de ravitaillement stratégique de Soudja.
Le 11 mars, Le Monde indique que l'armée ukrainienne est en sous-effectif par rapport à l'armée russe. Il y aurait 60 000 soldats russes face à seulement 10 000 soldats ukrainiens, une estimation acceptée par les deux camps, une disproportion permettant d'expliquer l'évolution rapide du front. Le magazine Slate signale que l'ascendant russe pourrait être dû également à leur utilisation de drones non pour attaquer directement l'armée adverse sur les lignes de front, mais pour détruire les camions assurant le ravitaillement, ce qui permet d'isoler l'armée ukrainienne. Les Russes utilisent donc désormais une tactique mise au point par les Ukrainiens eux-mêmes. La BBC signale que les Russes utilisent des drones reliés aux opérateurs par des fils de fibre optique, ce qui les rend invulnérables aux brouillages électroniques.
Le lendemain, plusieurs sources annoncent la chute d'une grande partie de la ville de Soudja au profit de l'armée russe, bien que les villages voisins de Zaoleshenka et Goncharovka soient toujours sous contrôle ukrainien.
Le 19 mars, le président Donald Trump affirme sans en apporter la preuve que des milliers de soldats ukrainiens sont encerclés, mais il est démenti le jour suivant par ses propres services de renseignement,.
Un reportage publié le 20 mars 2025 par Le Point affirme que les soldats ukrainiens ont reçu le 7 mars 2025 l'ordre de se retirer de l'oblast de Koursk. Le Monde émet l'hypothèse que Donald Trump a fait pression sur l'Ukraine pour qu'elle se retire de la région de Koursk, en vue de négociations entre les Etats-Unis et la Russie. Ruslan Leviev, un militant de l’opposition russe et fondateur de Conflict Intelligence Team (CIT) affirme pour sa part que le retrait ukrainien avait été prévu dès le mois de décembre 2024, car l'armée ukrainienne était en difficulté pour approvisionner le front et rapatrier les blessés. Serhii Zgurets, directeur de la société de conseil ukrainienne Defense Express, a également fait valoir cette difficulté logistique.
Les meilleures unités ukrainiennes auraient été sollicitées pour assurer les arrières des troupes ukrainiennes qui se replient. Selon des témoignages de soldats ukrainiens, la retraite est rendue difficile par les carcasses de véhicules détruits par les drones russes sur les voies de retraite. Les soldats couperaient à pied à travers champs pour se replier vers l'Ukraine, tout en étant menacés par de très nombreux drones. Au 20 mars 2025, l'armée ukrainienne occupe encore un territoire russe estimé de 50 à 70 km2.
Le 26 mars, le président ukrainien Volodymyr Zelensky affirme que l'offensive ukrainienne débutée en août 2024 dans l'oblast de Koursk a permis de retarder une grande offensive russe décidée aussi à cette époque-là, et qui pourrait finalement se déclencher au printemps 2025, notamment vers Soumy, au sud de l'oblast de Koursk, et dans la région de Kharkiv.
A partir de début mars 2025, les Russes profitent de leur contre-offensive dans la région de Koursk pour pousser leur avantage en direction de Soumy, franchissant la frontière ukrainienne jusqu'à une profondeur de 5 km. Les Russes chercheraient ainsi à créer une « zone de sécurité » pour l'oblast de Koursk. Un commandant ukrainien affirme que les envahisseurs utilisent beaucoup de drones suicide pour préparer leurs attaques, qu'ils mènent ensuite avec des quadricycles pour avancer rapidement. Le commandant estime que les Russes se sont « considérablement aguerris depuis 2022-2023, ils combattent beaucoup mieux et sont beaucoup plus malins ». Les Ukrainiens ont recouverts la portion de route qu'ils contrôlent entre Soudja et Soumy avec des filets antidrones sur plusieurs dizaines de kilomètres. Le commandant explique cependant que ce type de protection n'est pas totalement efficace, les Russes utilisant deux ou trois drones par attaque : « Le premier fait un trou, dans lequel s’engagent les suivants. Cela complique terriblement notre logistique, et nous perdons beaucoup de véhicules. Tout est attaqué : blindés, camions, voitures civiles, ambulances, tout ! Il faut circuler de nuit, phares éteints, avec des lunettes de vision nocturne. »,
Le 28 mars, l'armée russe annonce avoir repris le village de Gogolevka dans l'oblast de Koursk et qu'il lui reste encore trois villages à reprendre (Olechnia, Gouevo et Gornal),. Le même jour, le président ukrainien Volodymyr Zelensky justifie ce qui reste de présence ukrainienne dans cette poche en Russie : « Tant que nous sommes dans l’oblast de Koursk, c’est un moyen de dissuasion pour empêcher les Russes d’envahir la région de Soumy. » La stratégie ukrainienne consiste à réduire les accumulations de troupes russes afin d'empêcher une vase offensive vers Soumy.
Le 26 avril, l'armée russe déclare contrôler l'entière région de Koursk selon le chef d'état-major Valéri Guérassimov qui remercie également « la participation des militaires de la république populaire démocratique de Corée ». De son côté le président Volodymyr Zelensky a affirmé que l'armée ukrainienne continuait ses opérations dans la région contredisant Moscou. Deux jours plus tard, le 28 avril, Vladimir Poutine, remercie le dirigeant nord-coréen Kim Jong Un en déclarant « nous sommes sincèrement reconnaissants personnellement au camarade Kim Jong Un […] et au peuple nord-coréen ».
En avril 2025, la Corée du Nord et la Russie ont reconnu officiellement que la Corée du Nord a envoyé des troupes,,.